# Wilcoxina mikolae
Wilcoxina mikolae är en svampart. Wilcoxina mikolae ingår i släktet Wilcoxina och familjen Pyronemataceae.

## Underarter
Arten delas in i följande underarter:
- tetraspora
- mikolae